# Grand Prix automobile d'Inde
Le Grand Prix automobile d'Inde est une course comptant pour le championnat du monde de Formule 1.

## Historique
Après des mois de négociations, l'Association Olympique Indienne (AOI) et Bernie Ecclestone concluent en juin 2007 un accord  pour que l'Inde accueille son premier Grand Prix de Formule 1 au cours de la saison 2009,. Cependant, en septembre 2007, l'AOI annonce que la première course n'aura lieu qu'en 2010. Finalement, Bernie Ecclestone annonce en septembre 2008 que le Grand Prix d'Inde sera au programme en 2011.
L'homme d'affaires Vijay Mallya, propriétaire notamment de l'écurie Force India, déclare qu'il est confiant quant à l'implantation de la Formule 1 dans le sous-continent indien. « Cela a toujours été mon rêve de faire venir la Formule 1 en Inde. Je pense que le gouvernement de Delhi souhaite vraiment que la Formule 1 vienne en Inde et je suis optimiste quant à la tenue d'une première course en 2009 », a-t-il déclaré en 2007. 
La Fédération automobile indienne est plus sceptique puisque son président, Rajat Mazumbar, déclare : « Nous seuls pouvons organiser des événements automobiles dans le pays malgré le fait que l'accord a été signé avec l'Association Olympique Indienne ».
Les fans ont également exprimé leur joie de voir l'Inde ajoutée au calendrier de la Formule 1 mais aussi de voir la participation de l'Inde grâce à l'écurie Force India dirigée par Vijay Mallya. Cette médiatisation a rendu populaire la vente de produits dérivés, de billets et des voyages vers les destinations incluses au championnat du monde.
En 2011, le Grand Prix attire près de 95 000 spectateurs mais, dès 2012, le nombre chute à 60 000 spectateurs. En 2013, les promoteurs du Grand Prix baissent le prix des entrées pour tenter d'inverser la tendance.
En juillet 2013, Bernie Ecclestone confirme que le grand Prix d'Inde ne sera pas organisé en 2014 et fera son retour en 2015. Il assure que l'accord avec le promoteur Jaypee reste valide : « Quand nous avons signé l'accord de cinq ans avec Jaypee, nous voulions l'Inde dans la première moitié et Jaypee la voulait en octobre. Nous avions cédé à cette époque mais, maintenant, il semble que nous organiserons la course en début de saison, en 2015. »
Le 12 septembre 2014, la Fédération internationale de l'automobile publie un premier calendrier officiel de 20 Grands Prix sur lequel ne figure pas la course, encore une fois repoussée à 2016.

## Le circuit
La course se déroule sur le circuit international Buddh, situé à 50 kilomètres de la capitale de l'Inde, New Delhi. Le circuit fait 5,125 km de long et a été conçu par l'architecte allemand des circuits de Formule 1, Hermann Tilke. Un contrat de dix ans pour la course a été signé avec l'entreprise indienne Jaiprakash Associates. Selon Ashok Khurana, vice-président de JPSK Sports (filiale de Jaiprakash Associates), le complexe du circuit s'étendra sur plus de 4 000 hectares et le coût des infrastructures est estimé à environ 300 millions de dollars (220 millions d'euros).
Le circuit devait être inauguré le 28 octobre 2011 par un concert du groupe de métal américain Metallica. Quelques heures avant leur entrée en scène, les membres du groupe demandent néanmoins l'annulation du concert, jugeant les conditions de sécurité du public inadéquates (trop peu de barrières et de personnel de sécurité). Certains spectateurs défoncent alors les quelques barrières pour monter sur la scène, saccagent les grands écrans à LED et agressent les vigiles présents.

## Palmarès
| Année | Vainqueur        | Écurie           | Circuit | Résultats |
| ----- | ---------------- | ---------------- | ------- | --------- |
| 2011  | Sebastian Vettel | Red Bull-Renault | Buddh   | Résumé    |
| 2012  | Sebastian Vettel | Red Bull-Renault | Buddh   | Résumé    |
| 2013  | Sebastian Vettel | Red Bull-Renault | Buddh   | Résumé    |